# Faun
Faun (lat. Faunus) – u starorimskoj mitologiji jedno od najnižih božanstava koje živi u šumama i planinama, bog stada i pastira; dlakav je s kozjim nogama, repom i rogovima. U prenesenom značenju označava pohotnog čovjeka.